# Min Jin Lee
Min Jin Lee (Szöul, 1968. november 11. –) koreai-amerikai író és újságíró, aki a New York-i Harlemben él; munkái gyakran foglalkoznak a koreai diaszpórával. Legismertebb írása a Free Food for Millionaires (Ingyen étel milliomosoknak, 2007) és a Pachinko (2017), amely a National Book Award döntőjébe jutott, és a Daytoni Irodalmi Békedíj második helyezettje volt.
2019-ben Lee a massachusettsi Amherst Főiskola írórezidense lett.

## Fiatalkora és iskolái
Lee a dél-koreai Szöulban született. 1976-ban, hétéves korában családja az Egyesült Államokba emigrált. A New York-i Elmhurstben, Queensben nőtt fel. Szüleinek ékszer-nagykereskedése volt a manhattani Koreatownban, a 30. utca és a Broadway sarkán. Új bevándorlóként sok időt töltött a Queens-i Közkönyvtárban, ahol megtanult írni és olvasni.
A Bronxi Tudományos Gimnázium után történelmet tanult, és a Trumbull rezidense volt a connecticuti Yale College-ban. A Yale-en részt vett az első íróműhelyében, egy nem-fikciós írói kurzus részeként, amelyre elsőéves korában iratkozott be. Jogi tanulmányait a Georgetowni Egyetem Jogi Központjában végezte, majd 1993 és 1995 között vállalati jogászként dolgozott New Yorkban. Az extrém munkaidő és krónikus májbetegsége miatt abbahagyta a jogi pályát, és úgy döntött, hogy inkább az írásra koncentrál. Azóta felépült májbetegségből.

## Magánélete
2007 és 2011 között Lee Tokióban, Japánban élt. 2012 óta Harlemben él. Christopher Duffy felesége, akivel egy közös fia van. Duffy európai és japán származású; dédapja Kabayama Sukenori.
Lee Kim Hye-eun színésznő unokatestvére.
2018-ban Lee azt nyilatkozta, hogy íróként leginkább George Eliot Middlemarch című műve, Honoré de Balzac La Cousine Bette és a Biblia volt rá hatással.

## Könyvei

### Novellák
- The Best Girls (2004/2019) – Originally published in 2004, was re-issued in 2019 as a part of Amazon's Disorder Series
- Axis of Happiness (2004) – 2004 Narrative Prize from Narrative Magazine(wd)[17]
- Motherland (2002) – William Peden Prize for Best Short Story, The Missouri Review(wd)[18]

### Regények
- Free Food for Millionaires (2007), Grand Central Publishing, ISBN 978-0-446-58108-0.[19]
- Pachinko (2017), Grand Central Publishing, ISBN 978-1-455-56393-7 [20]

### Szerkesztő
- The Best American Short Stories (2023), Mariner Books, ISBN 978-0-063-27590-4.[21]

### Magyarul megjelent
- Pacsinkó (Pachinko) – Alexandra, Pécs, 2018 · ISBN 9789634474142 · Fordította: Barta Judit

## Elismerések
A Yale-en elnyerte a Henry Wright-díjat nonfiction művekért és a James Ashmun Veech-díjat szépirodalomért.
Megkapta a NYFA (New York Foundation for the Arts) ösztöndíját szépirodalomért, a The Missouri Review legjobb novelláért járó Peden-díját, valamint a The Narrative Prize for New and Emerging Writer díjat.
2017-ben Lee döntős volt a National Book Award for fiction díjra a Pachinko című regényéért. 2018-ban ez a könyv lett a Dayton Literary Peace Prize in Fiction második helyezettje.
A Guggenheim Alapítvány és a Harvard Egyetem Radcliffe Institute for Advanced Study szépirodalmi ösztöndíjat ítélt oda Lee-nek 2018-ban. 2018-ban a Manhae-díj bizottság a Pachinko című művéért 2022-ben a koreai irodalom egyik legmagasabb kitüntetését, a Manhae Nagy Irodalmi Díjat adományozta neki.

## Egyéb információk
- Honlapja

## Fordítás
- Ez a szócikk részben vagy egészben  a   Min Jin Lee című angol Wikipédia-szócikk fordításán alapul.  Az eredeti cikk szerkesztőit annak laptörténete sorolja fel. Ez a jelzés csupán a megfogalmazás eredetét és a szerzői jogokat jelzi, nem szolgál a cikkben szereplő információk forrásmegjelöléseként.